# Bardo (Polônia)
Bardo é um município da Polônia, na voivodia da Baixa Silésia e no condado de Ząbkowice Śląskie. Estende-se por uma área de 4,71 km², com 2 624 habitantes, segundo os censos de 2016, com uma densidade de 557,1 hab/km².